# Arcos de la Polvorosa (kommunhuvudort)
Arcos de la Polvorosa är en kommunhuvudort i Spanien. Den ligger i provinsen Provincia de Zamora och regionen Kastilien och Leon, i den nordvästra delen av landet, 240 km nordväst om huvudstaden Madrid. Arcos de la Polvorosa ligger 703 meter över havet och antalet invånare är 274.
Terrängen runt Arcos de la Polvorosa är platt. Runt Arcos de la Polvorosa är det glesbefolkat, med 8 invånare per kvadratkilometer. Närmaste större samhälle är Benavente, 6,7 km norr om Arcos de la Polvorosa. Trakten runt Arcos de la Polvorosa består till största delen av jordbruksmark.